# Hans-Peter Hannighofer
Hans-Peter Hannighofer est un bobeur allemand, né le 17 octobre 1997.

## Palmarès

### Championnats monde
- : médaillé de bronze en bob à 2 aux championnats monde de 2021.

### Coupe du monde
- 1 podium  : 
  - en bob à 2 : 1 troisième place.